# Algoritmo de avance-retroceso

## Introducción
Uno de los problemas básicos de los Modelos Ocultos de Márkov es el cálculo de la probabilidad de una secuencia de observables {\displaystyle O=(o_{1},o_{2},\ldots ,o_{T})} dado un modelo {\displaystyle \mu =(\pi ,A,B)}. El objetivo es por tanto calcular eficientemente {\displaystyle P(O|\mu )}.
Probabilidad de una secuencia {\displaystyle S} de estados
Supongamos una secuencia de estados {\displaystyle S=(q_{1},q_{2},\dots ,q_{T})}. La probabilidad de esta secuencia es:
{\displaystyle P(S|\mu )=\pi _{q_{1}}a_{q_{1}q_{2}}a_{q_{2}q_{3}}\dots a_{q_{T-1}q_{T}}}
Probabilidad de una secuencia de observables {\displaystyle O} dada una secuencia de estados {\displaystyle S}
La probabilidad de observar {\displaystyle O=(o_{1},o_{2},\dots ,o_{T})} cuando se da precisamente esta secuencia de estados {\displaystyle S} es:
{\displaystyle P(O|S,\mu )=\displaystyle \prod _{t=1}^{T}{P(o_{t}|q_{t},\mu )}}
Cada {\displaystyle P(o_{t}|q_{t},\mu )} corresponde con el valor de {\displaystyle b_{q_{t}}(o_{t})}
Probabilidad de una secuencia de observables {\displaystyle O} dado un modelo {\displaystyle \mu }
Por tanto, para obtener la probabilidad de una secuencia {\displaystyle O} de observables dado un modelo {\displaystyle \mu }, deberíamos calcular la probabilidad de {\displaystyle O} para cada una de las secuencias posibles {\displaystyle S}.
{\displaystyle P(O|\mu )=\displaystyle \sum ^{S}{P(S|\mu )P(O|S,\mu )}}
El cálculo de {\displaystyle P(O|\mu )} tal y como se muestra es impracticable; sólo para {\displaystyle 10} estados y {\displaystyle 10} observaciones sería necesario realizar del orden de {\displaystyle 10^{11}} operaciones. Para reducir esta complejidad se emplean estrategias de programación dinámica como los algoritmos forward y backward.
Se recomienda revisar la formalización habitual de un Modelo Oculto de Márkov para comprender cada uno de los elementos en la formulación de estos dos procedimientos.

## Procedimiento hacia adelante

### Cálculo deαt(i){\displaystyle \alpha _{t}(i)}
Consideramos la variable {\displaystyle \alpha _{t}(i)} como:
{\displaystyle \alpha _{t}(i)=P(o_{1},o_{2},\ldots ,o_{t},q_{t}=i|\mu )}
Dado el modelo {\displaystyle \mu }, {\displaystyle \alpha _{t}(i)} es la probabilidad de observar {\displaystyle o_{1},o_{2},\ldots ,o_{t}} y estar en el instante de tiempo {\displaystyle t} en el estado {\displaystyle i}.
Cálculo hacia adelante de la probabilidad de una secuencia de observaciones.
Inicialización
{\displaystyle \alpha _{1}(i)=\pi _{i}b_{i}(o_{1}),}
{\displaystyle 1\leq i\leq N}
Recurrencia
{\displaystyle \alpha _{t+1}(j)={\biggl [}\displaystyle \sum _{i=1}^{N}{\alpha _{t}(i)a_{ij}}{\biggr ]}b_{j}(o_{t+1})}
{\displaystyle t=1,2,\ldots ,T-1}, {\displaystyle 1\leq j\leq N}
Terminación
{\displaystyle P(O|\mu )=\displaystyle \sum _{i=1}^{N}{\alpha _{T}(i)}}

### Ejemplo de cálculo deα4(3){\displaystyle \alpha _{4}(3)}
El esquema muestra los estados y probabilidades necesarias para el cálculo de {\displaystyle \alpha _{4}(3)}:
{\displaystyle \alpha _{4}(3)={\biggl [}\displaystyle \sum _{i=1}^{5}{\alpha _{3}(i)a_{i3}}{\biggr ]}b_{3}(o_{4})}

## Cálculo hacia atrás

### Cálculo deβt(i){\displaystyle \beta _{t}(i)}
Consideramos la variable {\displaystyle \beta _{t}(i)}.
{\displaystyle \beta _{t}(i)=P(o_{t+1}o_{t+2},\ldots ,o_{T}|q_{t}=i,\mu )}
Dado el modelo {\displaystyle \mu }, {\displaystyle \beta _{t}(i)} es la probabilidad de la secuencia de observación desde el instante de tiempo {\displaystyle t+1} hasta el final, cuando el estado en el instante de tiempo {\displaystyle t} es {\displaystyle i}.
 Inicialización 
{\displaystyle \beta _{T}(i)=1},
{\displaystyle 1\leq i\leq N}
 Recurrencia 
{\displaystyle \beta _{t}(i)=\displaystyle \sum _{j=1}^{N}{a_{ij}\beta _{t+1}(j)b_{j}(o_{t+1})}},
{\displaystyle t=T-1,T-2,\ldots ,1}, {\displaystyle 1\leq i\leq N}
 Terminación 
{\displaystyle P(O|\mu )=\displaystyle \sum _{i=1}^{N}{\beta _{1}(i)\pi _{i}b_{i}(o_{1})}}

### Ejemplo de cálculo deβ2(3){\displaystyle \beta _{2}(3)}
El esquema muestra los estados y probabilidades necesarios para el cálculo de {\displaystyle \beta _{2}(3)} para un modelo de 5 estados y una secuencia de observaciones de longitud 5.
{\displaystyle \beta _{2}(3)=\displaystyle \sum _{j=1}^{5}{a_{3j}\beta _{3}(j)b_{j}(o_{3})},}

## Complejidad computacional
Tanto el procedimiento hacia adelante como el algoritmo backward, requieren del orden de {\displaystyle N^{2}T} operaciones; muy inferior a {\displaystyle 2TN^{T}-1} operaciones ({\displaystyle N} es el número de estados y {\displaystyle T} es la longitud de la secuencia de observaciones) que son necesarias si se calcula {\displaystyle P(O,S|\mu )} para todas las posibles secuencias {\displaystyle S} del modelo.
El cálculo de los {\displaystyle \beta _{t}(i)} servirán - junto a los {\displaystyle \alpha _{t}(i)} - para contestar las otras dos preguntas fundamentales de los Modelos Ocultos de Márkov:
- ¿Cuál es la secuencia óptima {\displaystyle S} de estados dado una secuencia de observaciones {\displaystyle O}? (algoritmo de Viterbi)
- Dada una secuencia de observaciones {\displaystyle O=(o_{1},o_{2},\ldots ,o_{T})}, ¿cómo podemos estimar los parámetros del modelo {\displaystyle \mu =(\pi ,A,B)} para maximizar {\displaystyle P(O|\mu )}. En este caso el objetivo es encontrar el modelo que mejor explica la secuencia observada (algoritmo de Baum-Welch).